# Kyle Tucker
Kyle Daniel Tucker (né le 17 janvier 1997 à Tampa, Floride) est un voltigeur des Ligues majeures de baseball jouant pour les Cubs de Chicago.

## Biographie

### Astros de Houston
Lors du repêchage de la Ligue majeure de baseball 2015, les Astros de Houston sélectionnent Kyle Tucker, frère de Preston Tucker, avec le cinquième choix.
En 2018, le jeune joueur de 21 ans excelle avec les Grizzlies de Fresno en ligue mineure et est appelé par AJ Hinch pour jouer avec les Astros de Houston en ligue majeure. Pour ses débuts avec les Astros, il réussit un coup sûr et produit un point.
En 2022, il est nommé parmi les remplaçants du match des étoiles. Après avoir terminé vingtième du classement du meilleur joueur la saison précédente, Kyle Tucker s'illustre lors de la saison 2022 en étant l'un des meilleurs joueurs à son poste dans tous les secteurs du jeu.